# Jacques Bernard Hombron
Jacques Bernard Hombron (1798 — 1852)  foi um cirurgião e botânico francês.